# Trave

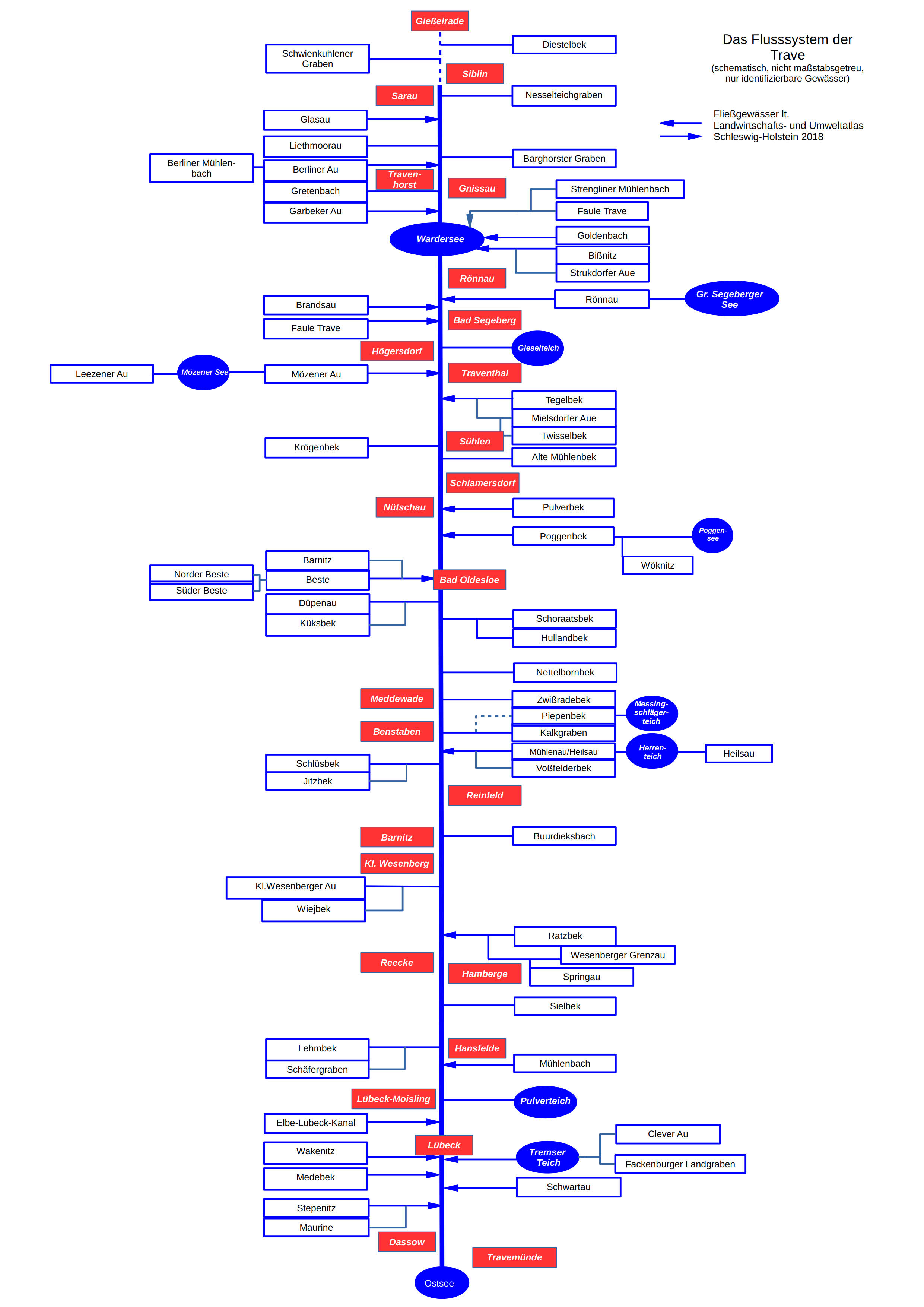
Das Flusssystem der Trave (schematisch)

Die Trave (lateinisch Travena) ist ein 124 km langer Fluss in Schleswig-Holstein, der in Lübeck-Travemünde in die Ostsee mündet.

## Verlauf

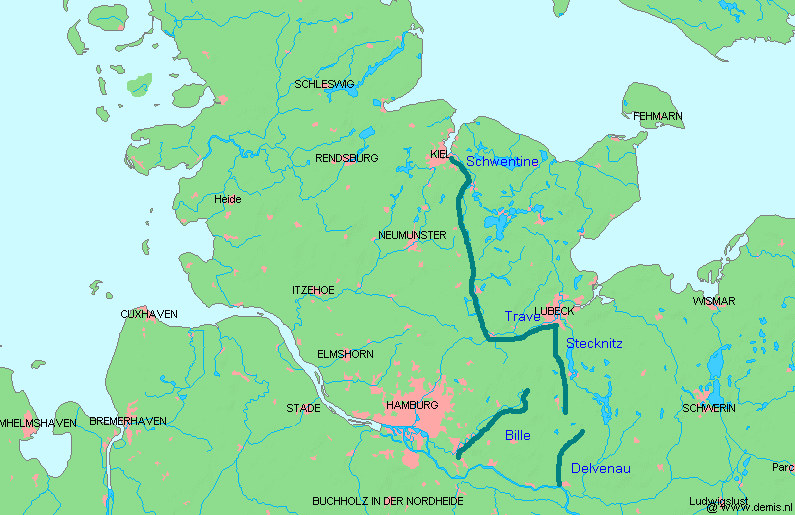
Im Oberlauf bildete die Trave mit der Schwentine den Limes Saxoniae

Zwei der benutzten Bezeichnungen können jeweils unterschiedliche Bedeutungen haben. Gemäß hydrologischer Bezeichnung ist die „Obertrave“ der Oberlauf von der Quelle bis zur Einmündung des Elbe-Lübeck-Kanals. Aus stadtlübischer Rechtsicht bezeichnet „Obertrave“ den Abschnitt vom St.-Jürgen-Hafen der Kanaltrave bis zur Holstenbrücke am Holstentor. Die „Untertrave“ beginnt nach althergebrachter Bezeichnung an der Holstenbrücke, laut Stadtplan an der Teerhofinsel sowie der Signatur des Landesvermessungsamtes nach als Küstengewässer an der Herreninsel.
Für die Wasserstraßenbezeichnungen gilt
- Kanaltrave von der Einmündung des Elbe-Lübeck-Kanals entlang der Ostseite der Altstadt bis zum Zusammenfluss mit der Stadttrave beim Burgtor
- Stadttrave von der Abzweigung der Kanaltrave südlich des Doms entlang der Westseite der Altstadt bis zum Zusammenfluss mit der Kanaltrave beim Burgtor
- Untertrave vom Burgtor bis zur Mündung

### Nebenflüsse
Berliner Au – Beste – Bißnitz – Heilsau – Brandsau – Faule Trave – Medebek, siehe auch Schellbruch – Mözener Au – Moorbek (Trave) – Rönnau (Trave) – Schwartau (siehe auch Liubice) – Stecknitz – Stepenitz (siehe auch Dassower See) – Wakenitz

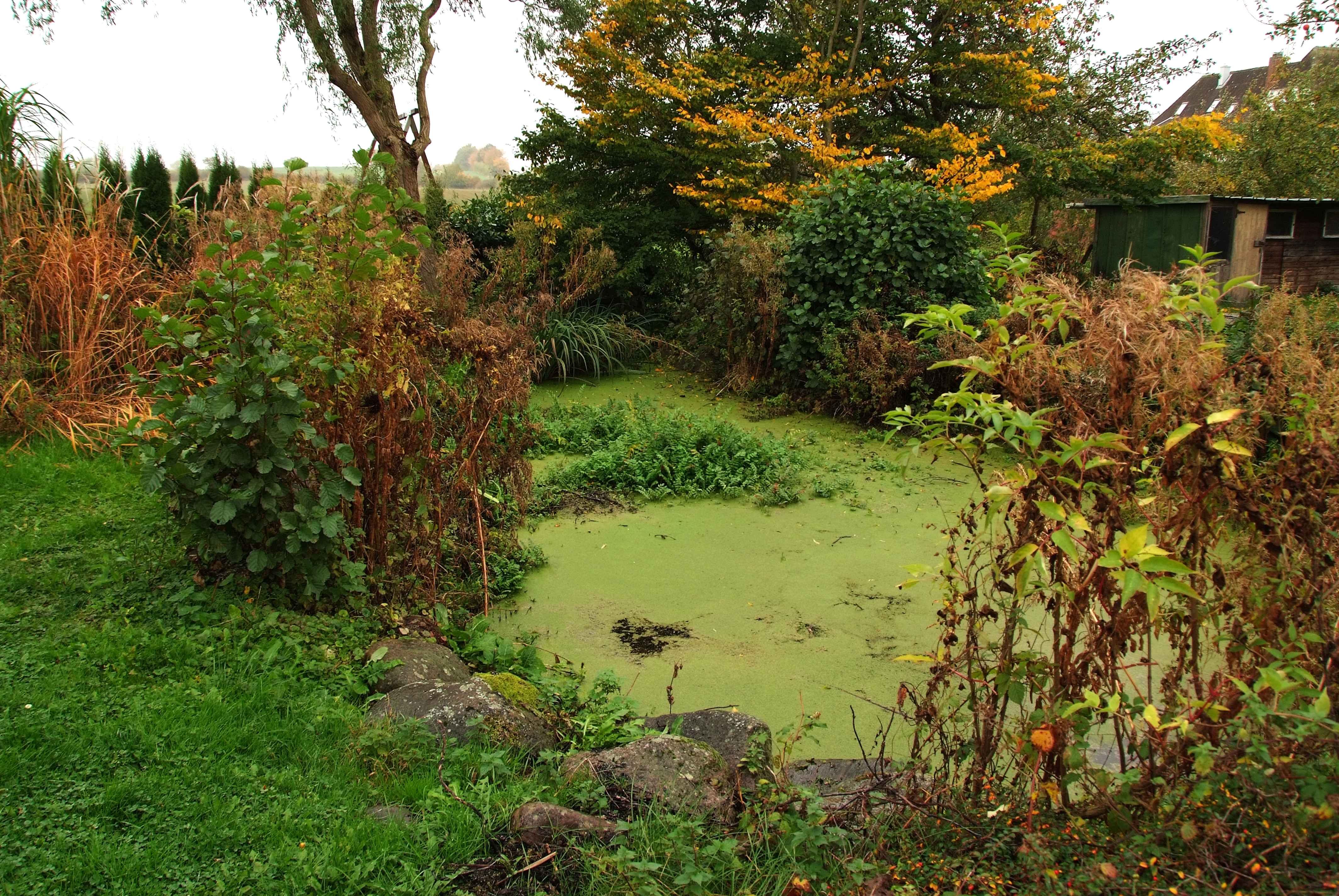
Der Travequellteich bei Gießelrade in der Gemeinde Ahrensbök

### Oberlauf
Die Trave entspringt in Gießelrade (Kreis Ostholstein), nördlich der B 432 zwischen Ahrensbök und Scharbeutz. In der Dorfmitte findet sich der Quelltümpel, der von einer kleinen Anlage mit Sitzbänken umgeben ist. Von dort fließt sie in alten Schmelzwasserbetten der letzten Eiszeit und zuerst in südwestlicher Richtung durch den Wardersee nach Bad Segeberg und dann weiter in Richtung Süden nach Bad Oldesloe. Dort knickt sie nach Osten ab, um erst südlich an Reinfeld vorbeizufließen und dann bei Hamberge und Moisling nach Lübeck zu gelangen.
Von Bad Oldesloe bis zur Einmündung des Elbe-Lübeck-Kanals war die Obere Trave ab 1921 Reichswasserstraße, ging aber 1941 an Preußen zurück.

### Mittlere Trave

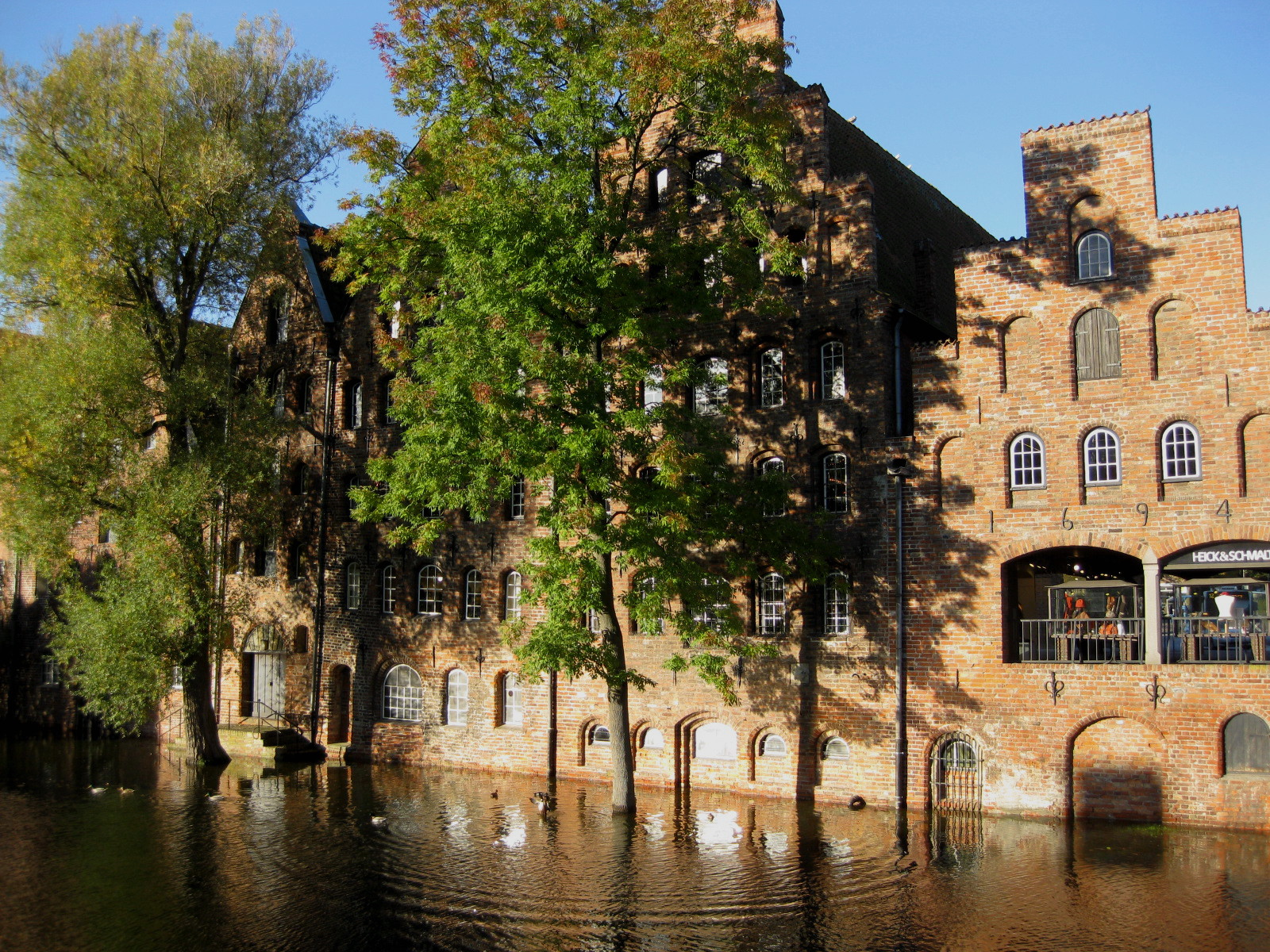
Die Salzspeicher bei Travehochwasser, Oktober 2009

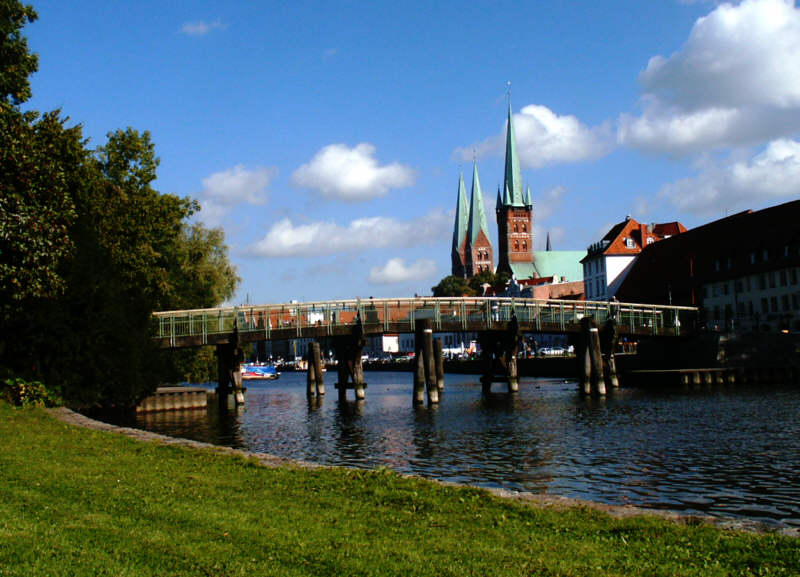
Blick vom Lübecker Malerwinkel an der Stadttrave (stadtlübisch: Obertrave) auf die Altstadt mit St. Petri und Marienkirche

Beim Lübecker Dorf und heutigem Stadtteil Genin mündet von Süden der Elbe-Lübeck-Kanal, 1895–1900 auf langen Abschnitten entlang der Stecknitz gebaut. Gleichzeitig mit dem Kanalbau wurde der Fluss von der Kanaleinmündung bis zum Rand der Altstadt zur Kanaltrave vertieft und verbreitert. Bei der Lübecker Altstadt wurde der Flusslauf nach Anforderungen der Schifffahrt und der mittelalterlichen Stadtverteidigung umgestaltet, so dass er sich südlich des Lübecker Doms in mehrere Arme gabelt. Zunächst zweigt der Stadtgraben nach Westen, dann die Kanaltrave nach Osten vom ursprünglichen Travelauf ab und führt im ehemaligen Bett der Wakenitz zum Klughafen an der Nordostseite der Altstadt. Die Wakenitz, welche die Altstadt ursprünglich östlich begrenzte, wird bei der Rehderbrücke (früher: Krähenbrücke) mittels eines Dükers unter der Kanaltrave hindurch in den Krähenteich geleitet und fließt von dort durch den Mühlenteich in die Stadttrave (stadtlübisch: Obertrave). Diese ist Teil des ursprünglichen Travelaufs am Westrand der Altstadt. An ihrem linken Ufer stehen die Salzspeicher. Nördlich des Holstentors wird dieser Travelauf stadtlübisch Teil der Untertrave und heißt aber weiterhin offiziell Stadttrave bis zum Zusammenfluss mit der Kanaltrave. An deren rechtem Ufer, der Straße An der Obertrave, steht die Musikhochschule. Westlich der ehemaligen Wallanlagen verläuft der Lübecker Stadtgraben.

### Untertrave

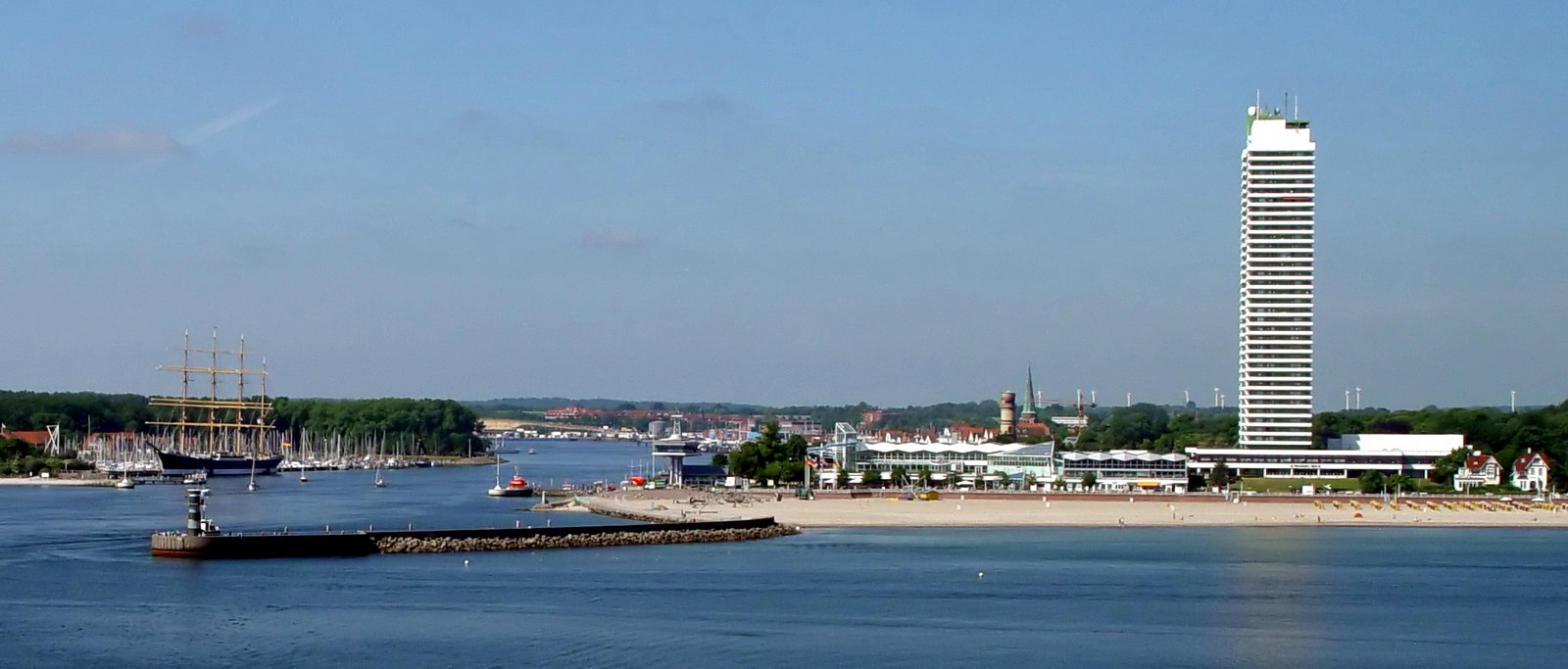
Travemündung in die Lübecker Bucht mit Passat und Maritim-Hochhaus

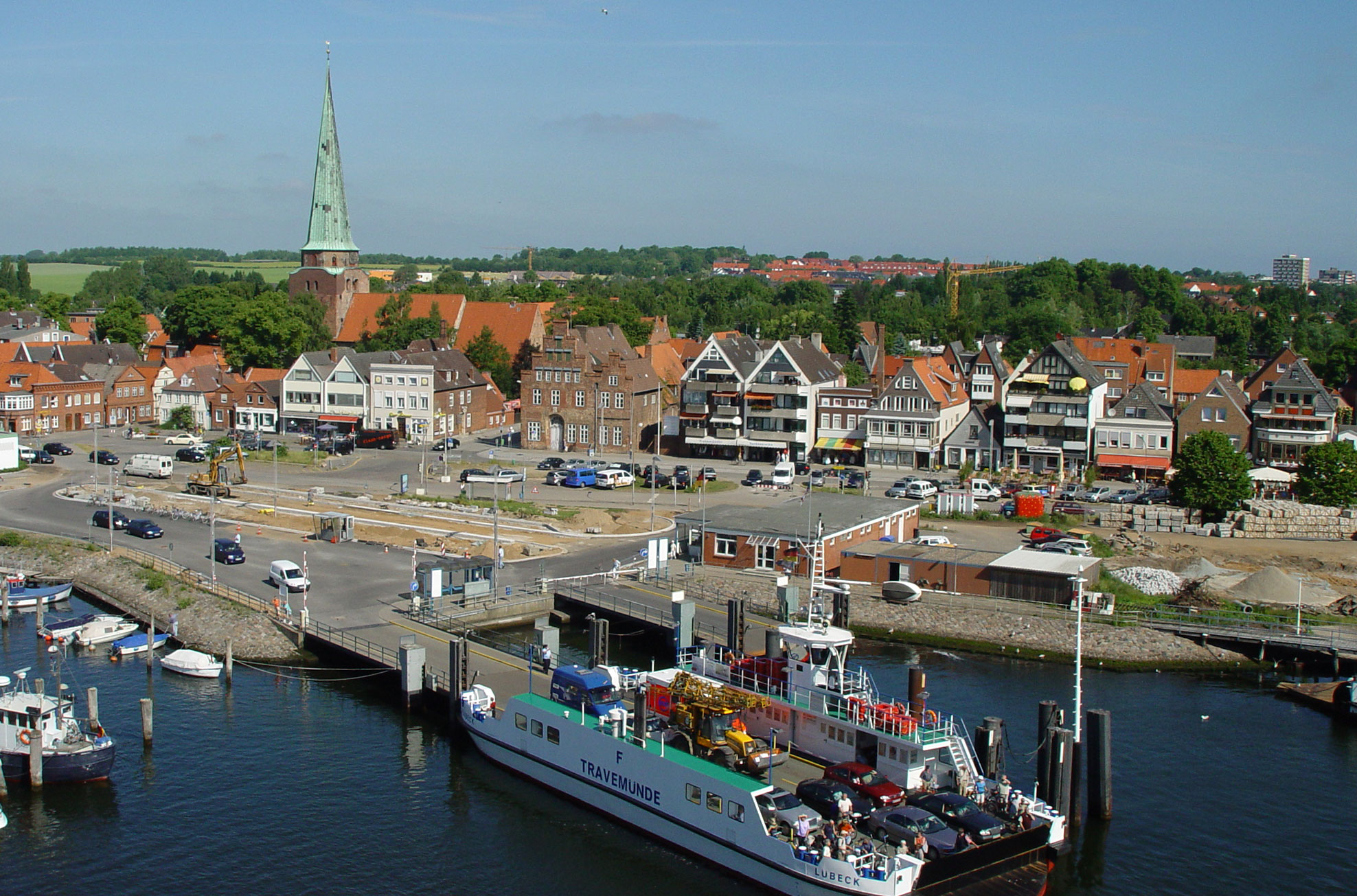
Priwall-Fähre über die Untertrave in Travemünde

Nördlich des Holstentors beginnen die Seehäfen. Am nördlichen Ende der Altstadtinsel beim Burgtor vereinigen sich Stadtgraben, Stadttrave und Kanaltrave wieder. Zwischen dem Holstentor und der durch einen Durchstich im 19. Jahrhundert künstlich entstandenen Teerhofinsel liegen Lübecks Handelshäfen. Wo Durchstich und Altes Fahrwasser zusammentreffen, mündet von Norden die Schwartau. Auf der Halbinsel zwischen dieser und der alten Trave liegt die slawische Wallburg Liubice. Am Naturschutzgebiet Schellbruch und dem Fischerdorf Gothmund vorbei fließt sie zur Herreninsel, heute einer Halbinsel, nördlich von der sie vom Herrentunnel unterquert wird. Ab Travemünde, Verbindungslinie Norder-/Südermole wird sie als Binnengewässer betrachtet, ein regelmäßiger Einstrom von Wasser aus der Lübecker Bucht sorgt für einen Salzgehalt zwischen etwa 2 und 5 g/kg. Aufgrund seiner eiszeitlichen Entstehung ist das Ästuar zwischen Herreninsel und der Mündung in die Lübecker Bucht einschließlich der Aufweitung Pötenitzer Wiek und deren Bucht Dassower See auch eine Förde, die Traveförde.
Östlich der Herreninsel liegt auf dem rechten Ufer der Stadtteil Schlutup mit der Einmündung des Lübecker Landgrabens. Gegenüber beginnt das Dummersdorfer Ufer mit seiner Stülper Huk. Danach erweitert sich die Trave ostwärts zur schon erwähnten Pötenitzer Wiek. In den Dassower See mündet die Stepenitz. Die Travemündungsstrecke zwischen der Pötenitzer Wiek und der offenen Lübecker Bucht, westlich von Travemünde und östlich vom Priwall begrenzt, ist eigentlich schon ein Meeresarm.

### Entstehung der Traveförde
Der tiefe Einschnitt der Trave entstand, als in der letzten Eiszeit (der Weichseleiszeit) Gletscher eine Rinne aushobelten. Seit dem Ende der Eiszeit steht die Rinne mit der Ostsee in Verbindung und bildet die Traveförde. Diese Förde stellt auch den Unterlauf der Trave dar. Das Wasser der Trave fließt erst seit etwa 12.000 v. Chr. nach Norden in die Lübecker Bucht der Ostsee ab. Vorher war die Abflussrichtung durch die glazialen Rinnen nach Süden, da der Weg nach Norden noch durch die Gletscherreste versperrt war.
Der stetige Fluss des Wassers der Trave hält den Abfluss der Trave(förde) zur Ostsee – gegen die am Brodtener Ufer abgetragene und durch die Strömung nach Osten verlagerten Sandmassen – offen und verhindert damit eine Abtrennung von der Ostsee.

## Geschichtliche Bedeutung

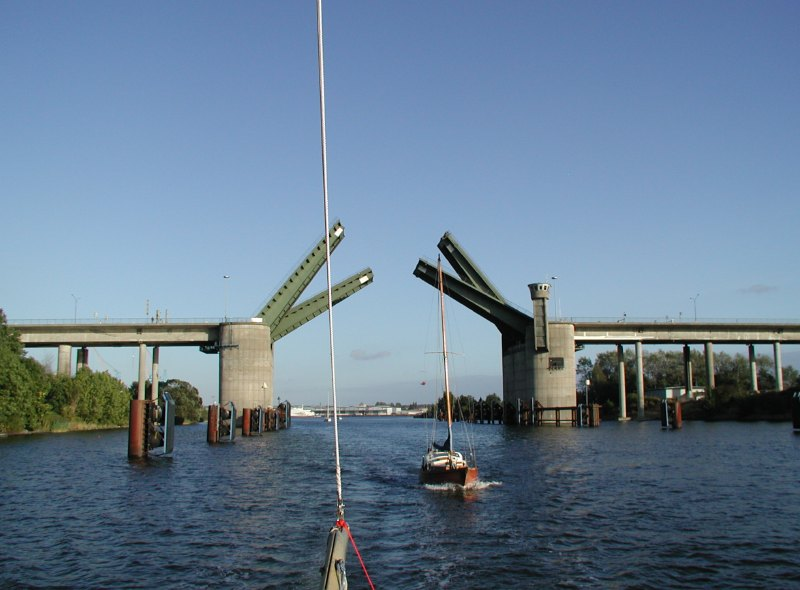
Ehemalige Herrenbrücke zwischen Lübeck und Travemünde

Die Trave wurde im ersten Jahrhundert als Dravus, Drave in der Germania magna bezeichnet. Der wohl vorgermanische Name steht wohl in Zusammenhang mit dem indogermanischen Wort *drouo-s „Lauf“.
Im Oberlauf bildete die Trave gemeinsam mit der Schwentine den Limes Saxoniae und die westliche Grenze von Wagrien. Im Bereich der Lübecker Altstadt war sie Bestandteil des Systems der mittelalterlichen und neuzeitlichen Lübecker Stadtbefestigung. Im Unterlauf war und ist sie Landesgrenze zu Mecklenburg, bis 1990 als Innerdeutsche Grenze. Die Hoheitsrechte an der Trave und der Lübecker Bucht waren zwischen Lübeck und Mecklenburg seit dem Barbarossa-Privileg (1188) streitig. Für den Uferverlauf der Trave wurde der Streit am 21. Juni 1890 vom Reichsgericht entschieden.

## Brücken und Tunnel
Die Trave wird von 104 Brücken, 1 Tunnel, 2 Fähren und 2 Furten über- bzw. unterquert:
Die Travequerung im Zuge der Bundesstraße 75 wurde durch den neuen Herrentunnel ersetzt, der am 26. August 2005 eröffnet wurde und gebührenpflichtig ist. Die Herrenbrücke, eine Klappbrücke, wurde bis Ende 2006 abgerissen. Fußgänger sowie Rad- und Mofafahrer werden von einem Pendelbus kostenlos durch den Herrentunnel befördert, zwischen 5 und 21 Uhr viertelstündlich (Sommerfahrplan), in den Nachtstunden nach Bedarf.
Im Bereich der Lübecker Altstadt wurde die neue Eric-Warburg-Brücke als Klappbrücke am 10. März 2008 in Betrieb genommen.

## Schifffahrt

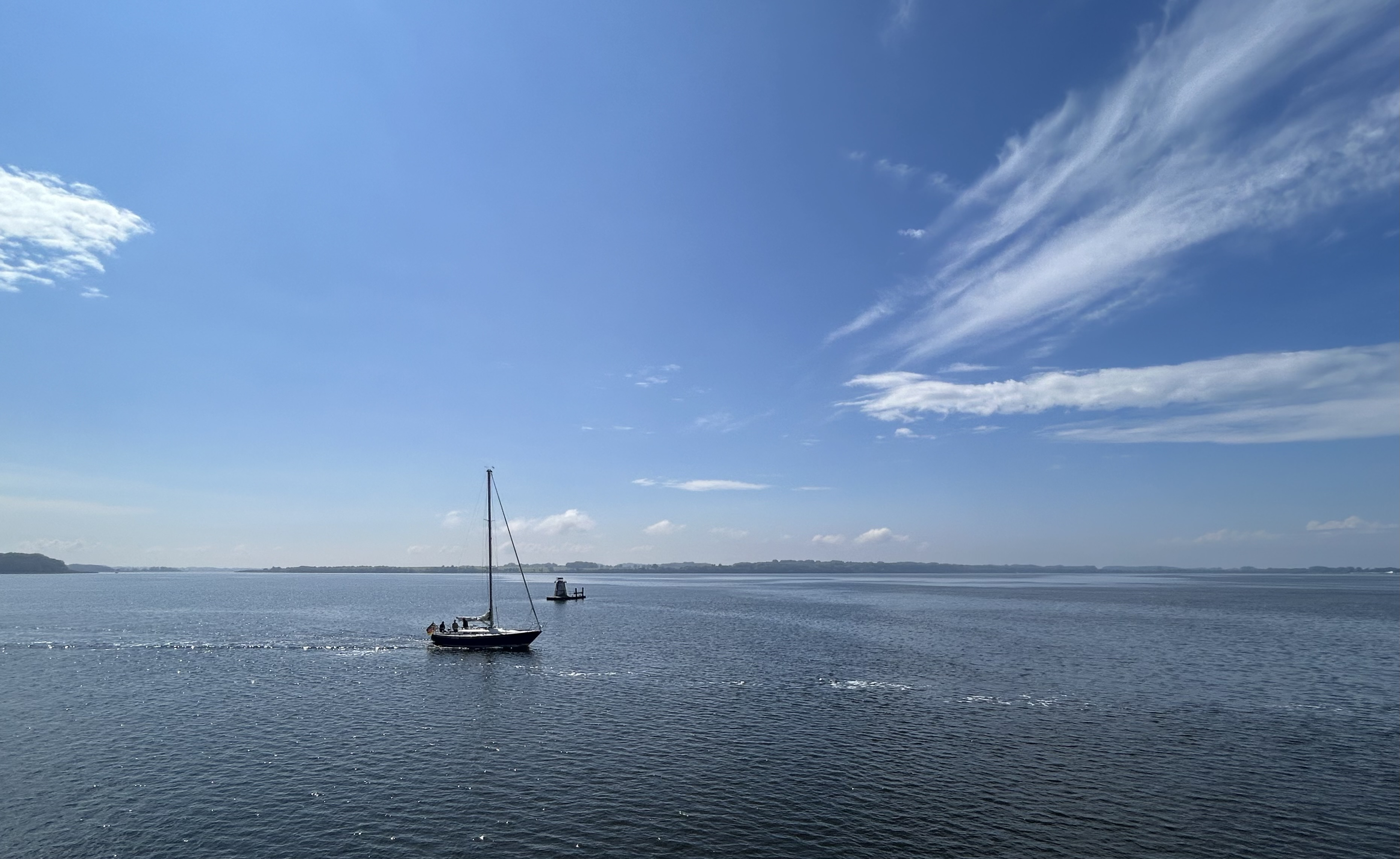
Trave südlich von Priwall

Die Trave (Tr) ist von der Einmündung des Elbe-Lübeck-Kanals, 71 Meter nordöstlich der Achse der Geniner Straßenbrücke (Km 0,00), bis zu ihrer Mündung in die Ostsee bei Travemünde (Km 26,94) eine Bundeswasserstraße, und zwar bis zur Eisenbahnhubbrücke in Lübeck (Km 5,56) eine Binnenwasserstraße der Klasse IV, auf der die Binnenschifffahrtsstraßen-Ordnung gilt und von da ab eine Binnenwasserstraße der Klasse VIb, auf der die Seeschifffahrtsstraßen-Ordnung gilt mit Lotsenpflicht für Seeschiffe. Zuständig ist das Wasserstraßen- und Schifffahrtsamt Ostsee. Bis 1934 war die Stadt Lübeck für Kanaltrave, Stadttrave und Untertrave zuständig, von da an war sie Reichswasserstraße und danach Bundeswasserstraße. 2006 ging die Stadttrave zurück an die Stadt Lübeck.
Wegen seiner Bedeutung wurde der Lauf der Untertrave in der Vergangenheit mehrfach korrigiert.

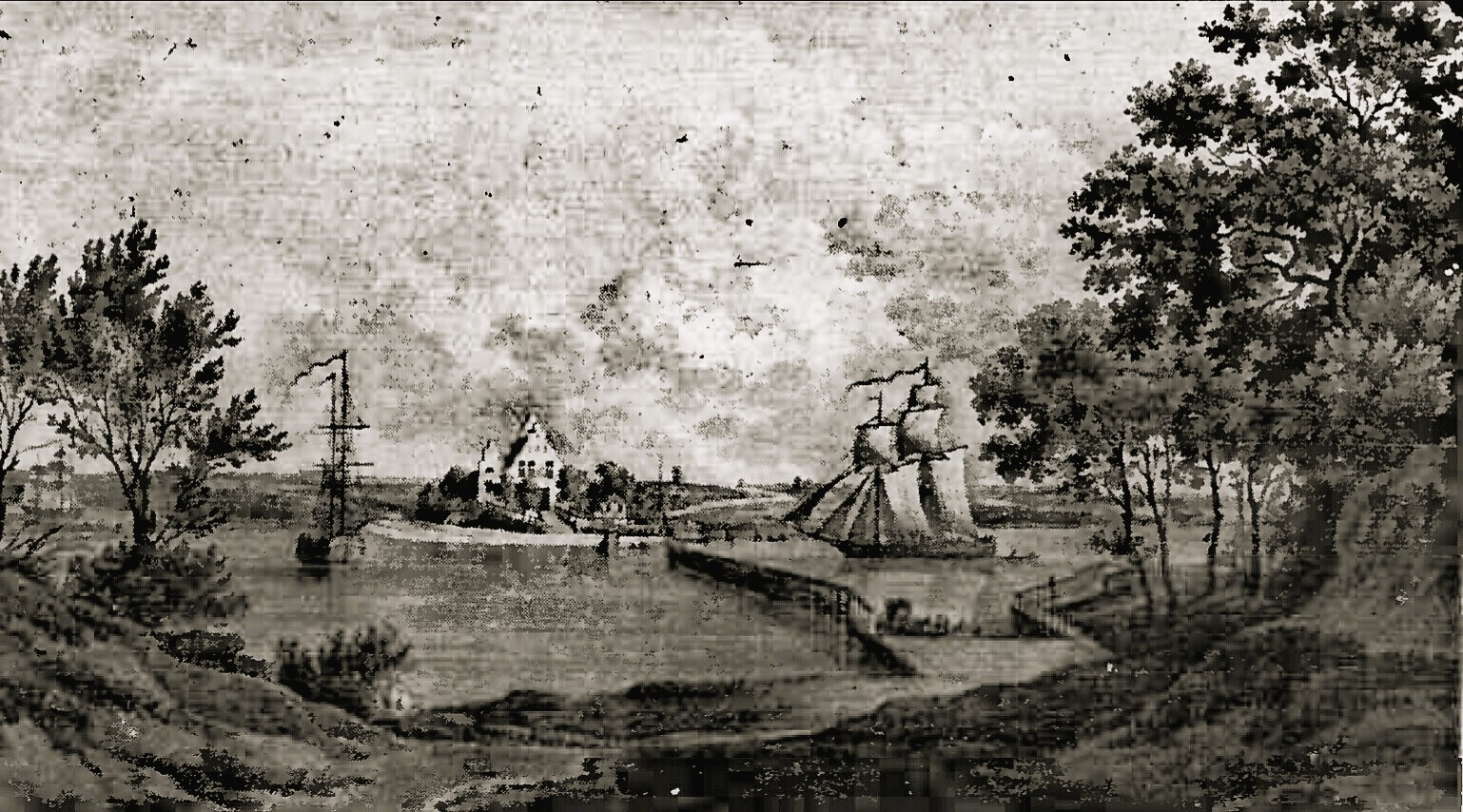
Ursprüngliche Lage der Herrenfähre am Fuße des Fährberges

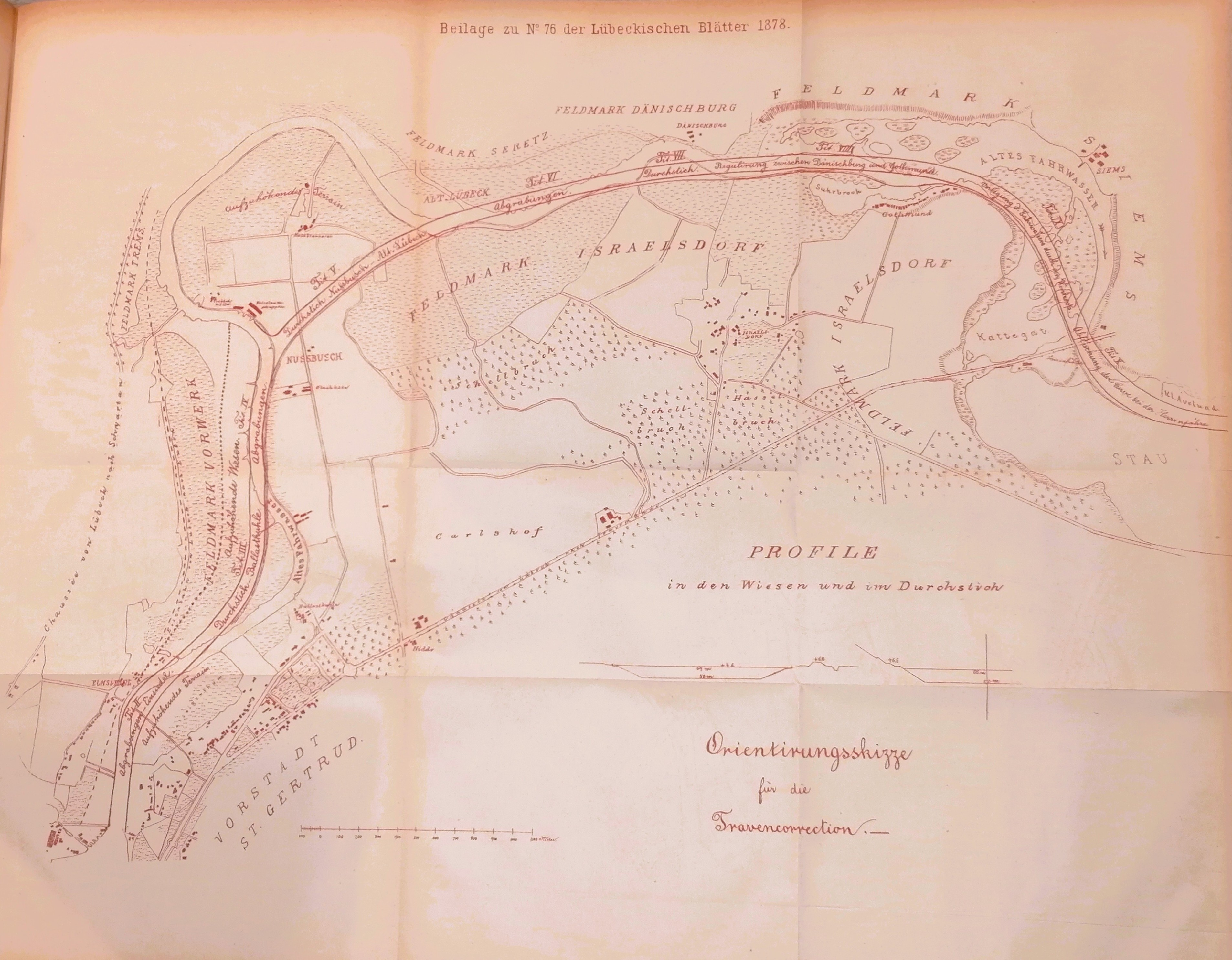
Orientierungsskizze für die 2. Travekorrektur.

1. In den Jahren 1850–1854 erfolgte die 1. Travekorrektion. Bis 1852 floss die Trave unmittelbar am Nordostabhang des Fährberges entlang. Die Fähre befand sich an den Engpass der Siemser Endmoräne und dem Fährberg. Das Haus des Fährmanns lag bis dahin am linken östlichen Ufer der Trave. In Folge der ersten Trave-Korrektion, des ersten Trave-Durchstiches, bei dem die Trave etwa 600 m weiter nach Osten auf Travemünde zu verlegt wurde, gelangte das Fährhaus vom linken auf das rechte Traveufer. Mit dem Durchstich bei der späteren Herrenfähre wurde das Fahrwasser auf durchgängig mindestens 4 m vertieft.
2. In den Jahren 1879–1883 erfolgte die 2. Travekorrektion. Das wurde unter dem Fahrwasser Lübecker Wasserbaudirektor Louis Martiny mit seinem Mitarbeiter Peter Rehder auf eine Mindesttiefe von 5 m vertieft. Durch einen Durchstich entstand die Teerhofinsel. Die Revierfahrt verkürzte sich erheblich.
3. In den Jahren 1901–1907 erfolgte die 3. Travekorrektion. Rehder, inzwischen Wasserbaudirektor, vertiefte das Fahrwasser zwischen der Reede vor Travemünde und den Lübecker Stadthäfen auf 8,5 m bei Travemünde und bis 7,5 m bei Lübeck.Seelandkai in Herrenwyk

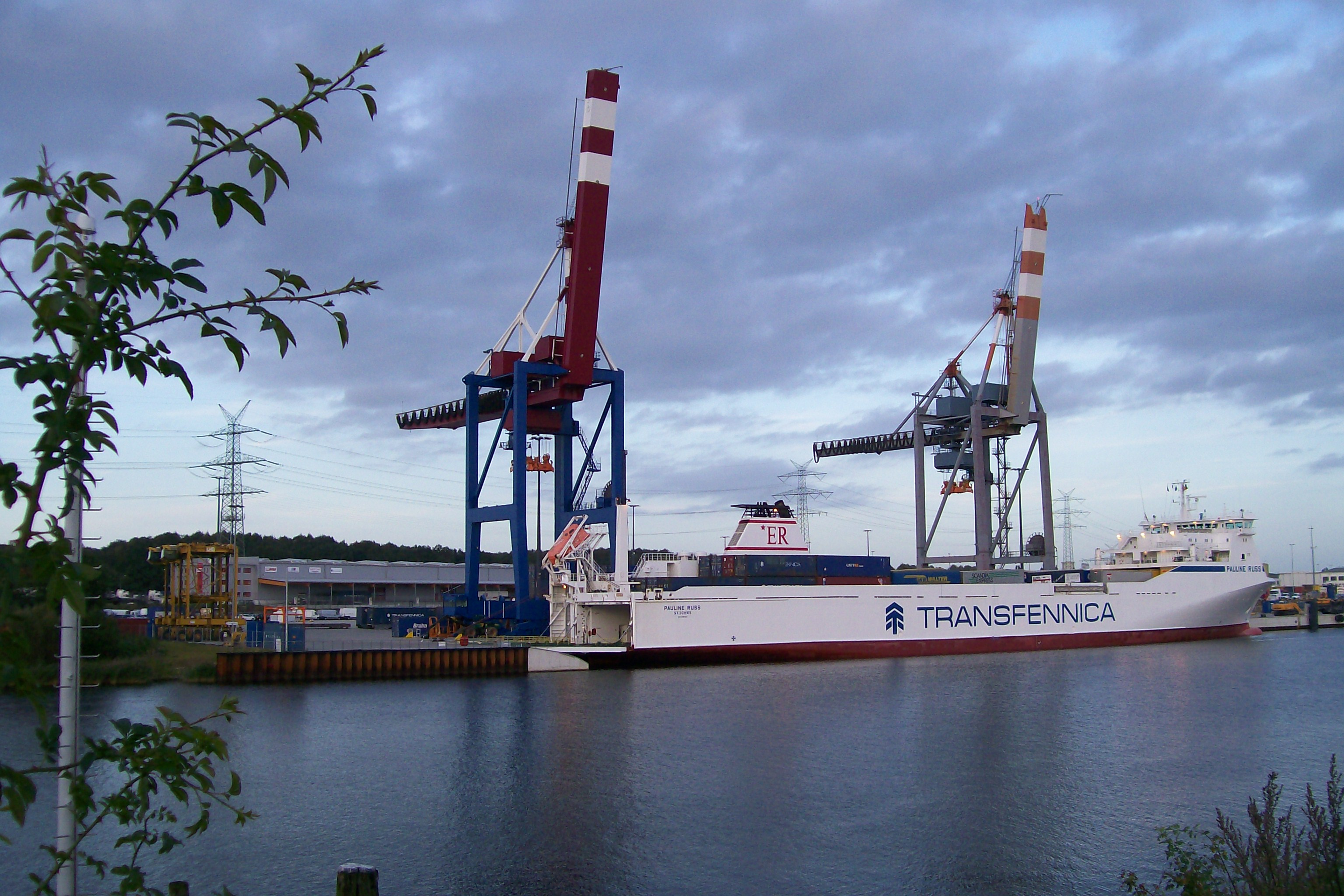
Seelandkai in Herrenwyk

4. Zunehmende Schiffstiefgänge erforderten eine sich unmittelbar anschließende 4. Travekorrektion für eine durchgehende Tiefe von 8,5 m die eine volle Zweischiffigkeit für Schiffe von 8 m Tiefgang zum Ziel hatte. Bedingt auch durch die zwei Weltkriege konnte sie jedoch erst 1961 abgeschlossen werden.
5. In den Jahren 1961–1982 erfolgte die 5. Travekorrektion für einen 9,5-m-Ausbau um ein Stagnieren der Entwicklung des Hafens Lübeck zu verhindern. Hierfür sind außer der Vertiefung und Verbreiterung der Fahrrinne u. a. die Lübecker Häfen weiter ausgebaut, die Uferdeckwerke in großem Umfang errichtet und die Schifffahrtszeichen modernisiert worden.

Der Schiffsverkehr wird von einer Verkehrszentrale in der Nähe des Travemünder Leuchtturms kontrolliert. Für die Ansteuerung Travemündes ist der Leuchtturm ohne Bedeutung, das Leuchtfeuer befindet sich heute auf dem Dach des Maritim-Hochhauses.

## Natur- und Umweltschutz

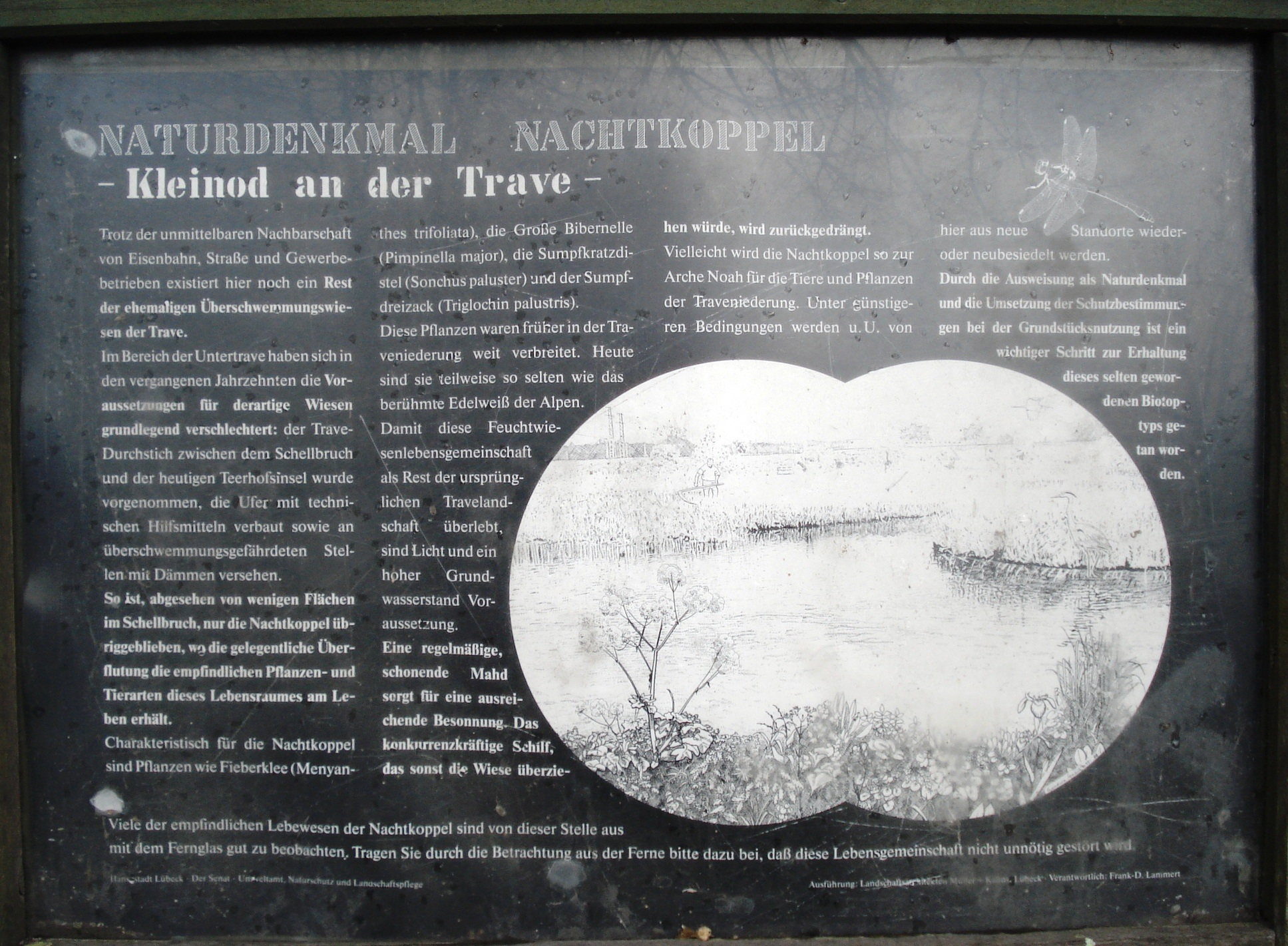
Informationstafel zum Naturdenkmal „Nachtkoppel“ (Überschwemmungswiesen am Tremser Teich)

Die Schleswig-Holsteinische Landesregierung hat durch Landwirtschaftsminister Christian von Boetticher den gesamten Travelauf bis zur Mündung einschließlich der anliegenden Naturschutzgebiete der Europäischen Union im Rahmen des Programms Natura 2000 als FFH-Gebiet gemeldet.
Naturschutzgebiete am unteren Travelauf im Bereich des Flussmündungsgebiets (Ästuar) sind der Schellbruch, das Dummersdorfer Ufer, der Dassower See und Teile des Priwall.

## Fischfauna
Die Trave unterliegt fischereirechtlich im Lübecker Bereich dem alten Fischereirecht der Hansestadt Lübeck. Weiteres hierzu beim Lübecker Kreisverband der Sportfischer e. V. Aufgrund seines großen Einzugsgebietes und seines vielfältigen Fischreichtums ist die Trave ein interessantes Gewässer für alle Sport- und Freizeitangler.
Zu den vorkommenden Fischarten zählen Barsch, Aal, Gründling, Rotauge, Hecht, Brassen, Meerforelle, Aland, Bachforelle, Zwergstichling, Döbel, Elritze, Schleie, Quappe, Kaulbarsch, Regenbogenforelle, Äsche, Rapfen, Karausche, Hasel, Karpfen und Zander. Im Bereich Lübeck steigt der Salzgehalt des Flusses an, daher findet man hier auch noch Flunder, Hering und Hornhecht.
Der Lübecker Kreisverband der Sportfischer e. V. gibt an alle Angler Erlaubnisscheine zum Fischfang aus. Bedingung hierfür ist ein gültiger Jahresfischereischein oder ein Urlauberschein, Angler, die nicht ihren Erstwohnsitz in Schleswig-Holstein haben, müssen die Fischereiabgabe SH entrichten. Die Bedingungen zum Angeln sind im Bereich der Hansestadt Lübeck nicht ganz einfach, weil hier immer noch das über 800 Jahre alte Fischereirecht Bestand hat. Danach ist die Trave in drei verschiedene Fischereibezirke eingeteilt.